# Thagria roratus
Thagria roratus är en insektsart som beskrevs av William Lucas Distant 1908. Thagria roratus ingår i släktet Thagria och familjen dvärgstritar. Inga underarter finns listade i Catalogue of Life.